# Váy suông

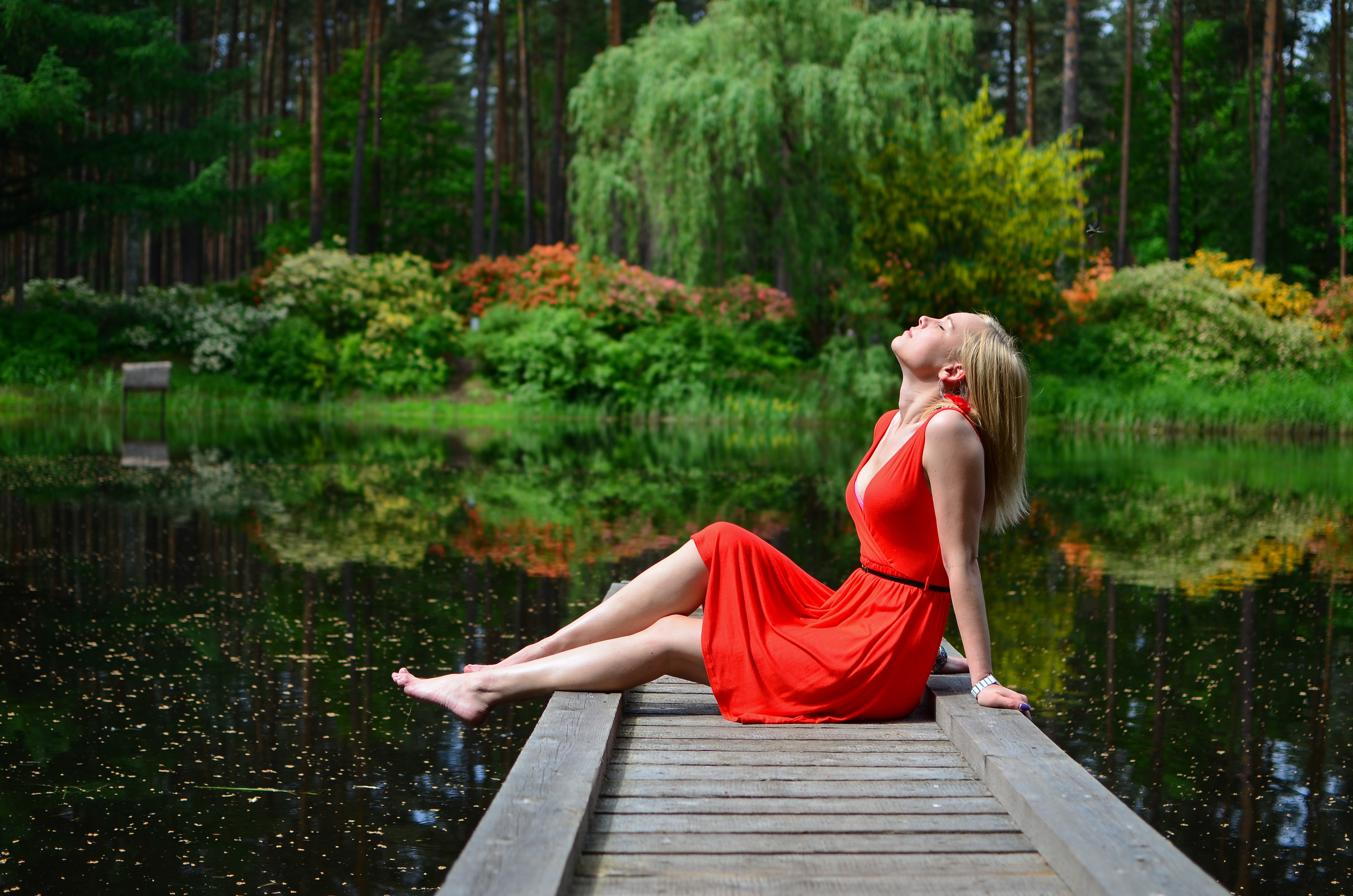
Một phụ nữ bận váy suông đỏ tạo dáng bên hồ

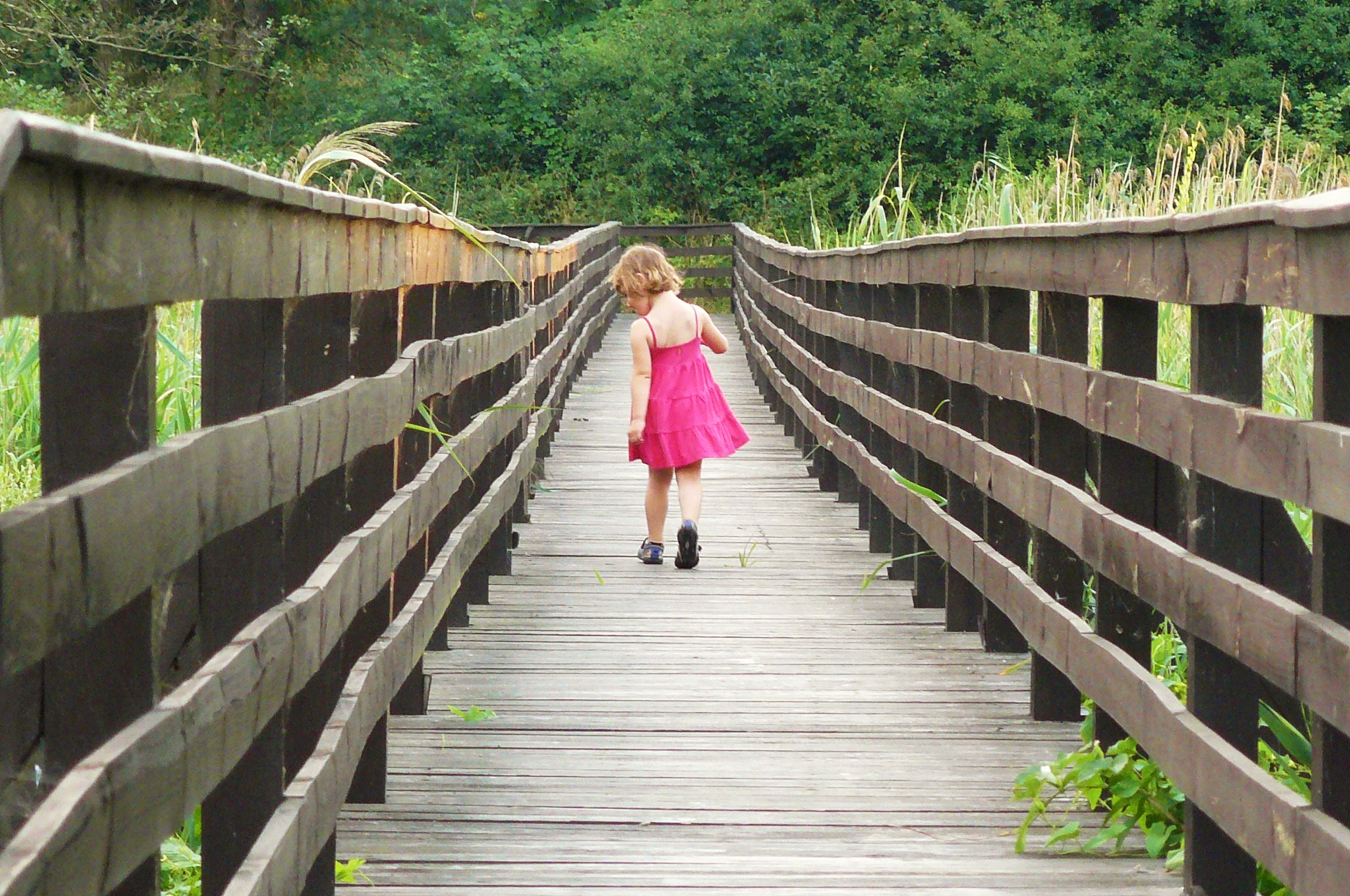
Một bé gái mặc váy suông

Váy suông hay Váy mùa hè (Sundress) là một loại trang phục thường ngày hoặc kiểu váy được thiết kế thường được mặc trong khi thời tiết ấm áp hoặc mát mẻ để tạo cảm giác thoải mái, loại váy này thường làm bằng vải nhẹ, phổ biến nhất là cotton và thường rộng thùng thình thướt tha. Đây thường là một loại váy hở vai, với kiểu thân áo thường có cổ áo rộng và dây đeo vai mỏng, và có thể là xẻ lưng. Váy suông thường được mặc mà không cần áo nhiều lớp và thường không mặc ngoài áo cánh, áo len hoặc áo phông, hoặc phối đồ với quần bó phủ chân xà cạp (legging). Mặc dù từ "váy suông" lần đầu tiên được sử dụng vào đầu những năm 1940, nhưng chúng thực sự trở nên thịnh hành vào những năm 1950 và đặc biệt được nhà thời trang Lilly Pulitzer phổ biến vào những năm 1960. Đây cũng là một trong những bộ trang phục Tây phương đã từng rất thịnh hành ở đô thành Sài Gòn vào thập niên 1960 như váy liền chữ A, váy bút chì và váy suông.
Váy suông có thể thiết kế với bất kỳ cổ áo và viền váy nào, từ váy ngắn đến dài hết cỡ, mặc dù chúng thường dài đến độ kiểu váy midi hoặc như váy maxi. Kiểu váy này thường không có tay và không có cổ, với đường viền cổ rộng và dây đeo vai mảnh, mỏng manh. Váy suông có thể sử dụng nhiều loại kéo khóa khác nhau, bao gồm khóa kéo sau, khóa kéo bên hông, nút trước, nút sau, dây buộc sau, áo chui đầu hoặc các kiểu khóa khác. Chúng cũng có thể không có khóa hoặc khóa cài nào và được mặc qua đầu hoặc được mặc vào bằng cách kéo lên từ bên dưới. Rất nhiều kiểu váy liền thân có họa tiết, phổ biến nhất là họa tiết hoa hòe. Từ những năm 1940, một loại bộ đồ bơi một mảnh giống váy liền thân đã xuất hiện, đã được sử dụng, mặc dù một số người hiện thấy nó có vẻ trông già dặn hoặc lòe loẹt. Thuật ngữ váy mùa hè (Sundress) là một khái niệm mơ hồ, với nhiều ý kiến khác nhau về đặc điểm nào là cần thiết và đủ cho định nghĩa này, bao gồm các loại váy có họa tiết hoa hòe, màu sáng hoặc trắng, chất liệu vải sáng, kiểu váy thoáng rộng, thùng thình, bồng bềnh thướt tha. Kiểu váy này có cổ hở, thường có dây đeo thay vì tay áo, kiểu váy này dài trên mắt cá chân hoặc đến đầu gối. Các loại có khả năng xếp vào kiểu váy suông bao gồm váy trễ vai, váy mặc ban ngày, đầm suông (Shift dress), váy sơ mi, caftan, váy quây và váy ngủ.